# Територіальне абатство
Територіальне абатство (лат. Abbatia territorialis) — особлива церковно-територіальна одиниця в католицькій церковній структурі, за своїм статусом знаходиться на рівні католицької єпархії.
Територіальне абатство повністю незалежне від інших церковних структур і створюється для духовної опіки мирян. Територіальне абатство не є традиційним абатством, яке за своєю суттю є монастирем.

## Порядок створення
Територіальне абатство створюється на невизначений тимчасовий термін рішенням папи римського для духовної опіки вірян, що знаходяться на певній території. Дана церковна структура створюється Святим Престолом при певних умовах, коли звичайне духовне піклування ускладнене певними причин. Територіальне абатство відрізняється від звичайного тим, що воно створюється виключно для задоволення духовних потреб мирян. Територіальне абатство доручається єпархіальному священику або священику-ченцю, який має широкі повноваження з його керування на рівні єпархіального єпископа.

«Територіальна прелатура або територіальне абатство є певна частина Народу Божого, обмежена територіально, піклування про яку через особливі обставини доручається певному прелатові або абатові, щоб він керував нею, немов діоцезальний єпископ, як власний її пастир».

## Історія
Історично територіальні абатства називались «абатствами, що не належать єпархії», абати, котрі управляли цією церковною структурою, не підкорялися місцевому єпископу і безпосередньо залежали від Святого Престолу. Часто їх виникнення було пов'язане з місіонерською діяльністю, коли монастир засновувався на території, де не було католицької єпархіальної структури. Якщо такий монастир ставав центром розповсюдження християнства в регіоні і від нього починали залежати довколишні парафії, то він ставав і центром територіального абатства, а настоятель отримував фактично єпископську владу на цій території.
Другий Ватиканський собор особливо підкреслив значення влади ординарного єпископа в своїй помісної церкви, через що кількість територіальних абатств стала зменшуватися, а з 1976 року нових територіальних абатств в Католицькій церкві не засновувалося.

## Список територіальних абатств
У всьому світі існує 12 територіальних абатств, з них 10 — латинського обряду і одне (Гроттаферрата) — візантійського.
- Місія Франції в Понтіньї, Франція;
- Територіальне абатство Айнзідельн, Айнзідельн, Швейцарія;
- Територіальне абатство Веттінген-Мерерау, Австрія;
- Територіальне абатство Монтеверджин, Монтеверджин, Італія;
- Територіальне абатство Монтекассіно, Монтекассіно, Італія;
- Територіальне абатство Монте-Олівето-Маджоре, Монте-Олівето-Маджоре, Італія;
- Територіальне абатство Паннонхалма, Паннонхалма, Угорщина;
- Територіальне абатство Пресвятої Діви Марії в Гроттаферрата, Гроттаферрата, Італія;
- Територіальне абатство Пресвятої Трійці в Кава-де-Тіррені, Кава-де-Тіррені, Італія;
- Територіальне абатство Сан-Мауріціо-де-Агуна
- Територіальне абатство Субіако, Субіако, Італія;
- Територіальне абатство Токвон, КНДР.

## Джерело
- Кодекс Канонічного Права, вид. Інституту філософії, теології та історії св. Фоми, М., 2007, ISBN 978-5-94242-045-1